# Sarači (ulica)

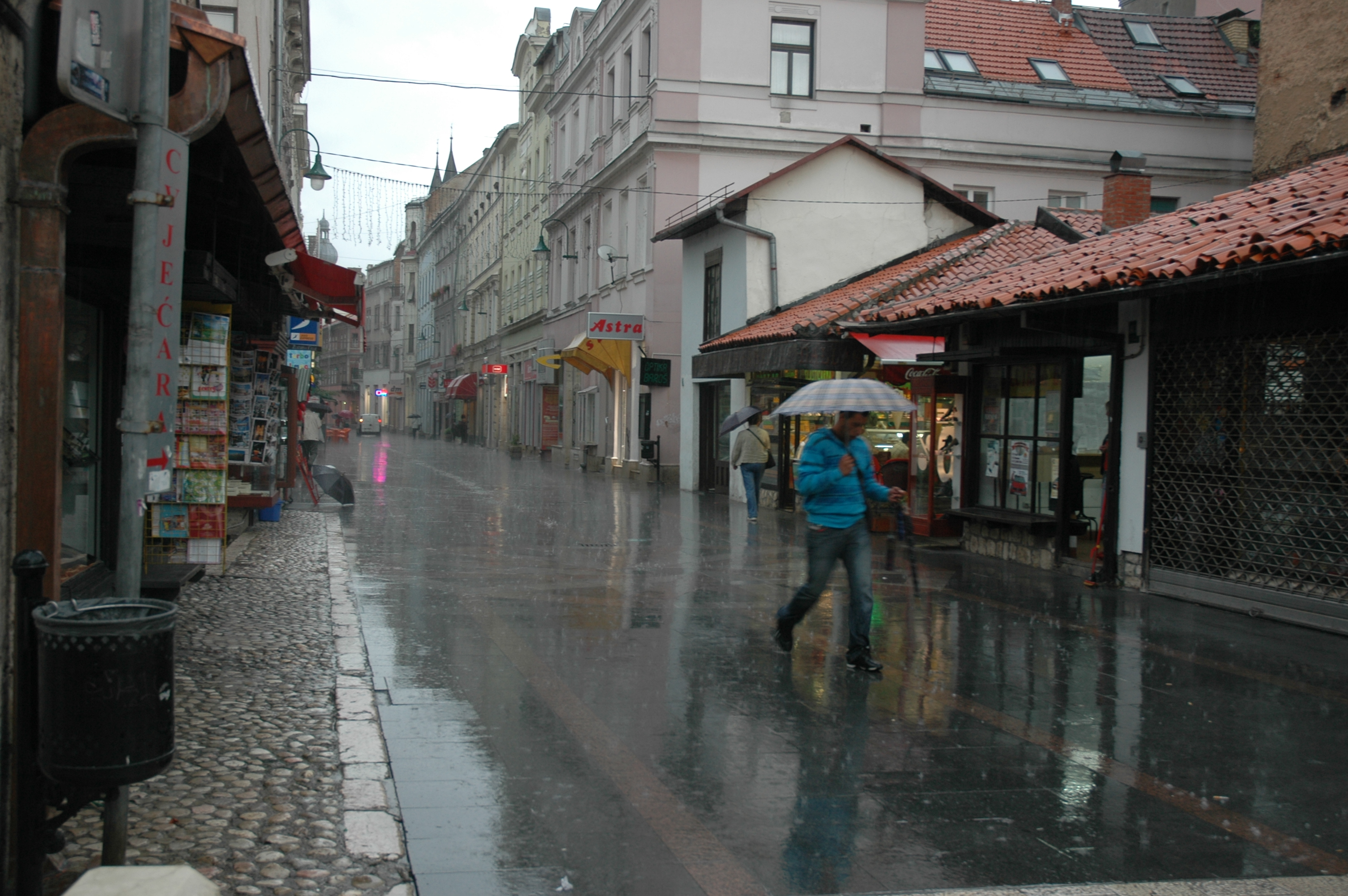
Sarači w deszczu

Sarači – główna (wraz z Ferhadiją) ulica handlowa i usługowa (deptak) w Sarajewie. 
Sarači łączy Ferhadiję na zachodzie z Baščaršiją (najważniejszym sarajewskim bazarem) na wschodzie. Jest w całości zamknięta dla ruchu kołowego. Zlokalizowano przy niej dużą ilość restauracji, kawiarni i sklepów z pamiątkami turystycznymi. 
Najważniejszym zabytkiem przy ulicy jest Gazi-Husret-begova džamija (meczet z XVI wieku). Po przeciwnej stronie ulicy stoi Medresa Seldžukija i biblioteka związana z tym meczetem. W pobliżu jest także Stara Synagoga. Spoiwem z Ferhadiją jest Trg fra Grge Matića, przy którym posadowiono Katedrę Serca Jezusowego. 